# Гиг
Гиг (грч. Γύγης, лат. Gyges) пастир из Лидије који је стицајем необичних околности постао краљ Лидије.

## Митологија
Гиг је био краљ Лидије и владао је од 716. године п. н. е. до 678. године п. н. е..
Гиг је на престо Лидије, дошао уз помоћ жене последњег краља, који је пореклом био један од Хераклових потомака, али је сам основао нову династију, династију Мермнада.
Гиг је био енергичан и врло савестан владар за чије су владавине, Лидија и њен главни град Сард достигли пун процват. Његова држава је обухватала скоро целу западну Малу Азију све до реке Халис - данашња река Кизил Ирмак, а његова династија се одржала на власти нешто више од сто година. Његов последњи потомак на лидијском прстолу је био краљ Крез, који је због богаства ушао и у пословице, а због свог нетачног тумачења пророчанства делфијске пророчице Питије и у историју.

### Гиг по Платону
Гиг је, према Платону, био пастир код краља Кандаула, и ништа се није догађало занимљиво у његовом животу док једног дана, под преваљеним храстом, није пронашао улаз у пећину у којој се налазио бронзани коњ. У унутрашњости пећине, поред коња, Гиг је запазио и мала врата, а када их је отворио иза њих је био мртав човек са прстеном на руци. Узео је прстен са мртвог човека и отишао из пећине.
На прстену је био црн камен са урезаним оком, и Гиг га је ставио на руку, и отишао за својим стадом оваца. Сви остали пастири су се зачудили када су видели да су се његово стадо само вратило до обора, а када је Гиг случајно окренуо прстен, у трену се нашао поред својих другова пастира. Када је прстен окренуо ка свом длану, у трену је постао невидљив, а када га је вратио, опет је постао видљив за људске очи. Гиг је знао да поседује прстен са чаробним моћима и никоме није открио своју тајну.
Он је са својим чаробним прстеном, претворивши се у невидљивог човека ухватио крадљивце овци из стада краља Кандаула, рекавши да је то био огроман вук, а не два млада пастира које је ухватио на делу. Приче о невероватној храбрости Гига су дошле и до краља Кандаула, који га је позвао код себе на двор. Већ на путу ка двору, Гиг је открио лопове који су се припремали да опљачкају двор, те је то рекао Кандаулу, и он лопове ухвати још исте вечери. Гиг је својим чаробним прстеном служио краља и никада није злоупотребио своју моћ, а за своју честитост је био награђен вишим положајем.
Након неког времена краљ је био убијен, а Гиг је по комаду мача који се пронашао у телу краља, открио убицу и краљица је тражила да јој он буде сувладар, а касније јој је постао и муж, па самим тим и краљ Лидије.

### Гиг по Херодоту
Гиг је, према Херодоту, био припадник телесне страже краља Кандаула. Краљ му је поверио да сређује неке веома важне послове на двору, али и да са њим разговара о многим личним стварима, између осталог и о женама, па чак и о самој краљевој жени. Гиг је величао њену лепоту, али му је Кандаул рекао да, како је никада није видео нагу, већ увек у хаљинама, и не може да сагледа у потпуности њену лепоту, па да само понавља његове речи јер о њеној лепоти ништа не зна.
После извесног времена краљ је предложио Гигу да је он крадомице погледа голу док се пресвлачи у својим одајама. Краљица је некако дознала за њихов договор и ставила Гига пред избор: Он мора, јер је она обешћашћена, да себе или краља убије. Гиг је покушао да молбама придобије краљицу, а када је она одбила све његове молбе, он се одлучио да убије краља Кандаула. Краља је убио ножем који му је дала краљица, а по њеној жељи се затим оженио са њом и постао лидијски краљ.